# Artur Scheerer
Artur Scheerer (* 29. Oktober 1901 in Lüdenscheid; † 25. Dezember 1967 in Koblenz) war ein deutscher Politiker (SPD).
Scheerer besuchte die Volksschule und machte von 1916 bis 1926 eine Buchdruckerlehre und war als Buchdrucker tätig. Zwischen 1926 und 1928 besuchte er die Staatliche Fachschule für Wirtschaft und Verwaltung Düsseldorf. Danach war er zunächst wieder als Buchdrucker und 1930 bis 1933 als Redakteur bei der "Volksstimme" Lüdenscheid tätig. Nach der Machtergreifung der Nationalsozialisten war er von 1933 bis 1934 arbeitslos. 1935–1936 war er als Vertreter tätig und 1937–1946 kaufmännischer Angestellter bei einer Firma in Andernach. Von 1946 bis 1947 arbeitete er als stellvertretender Leiter des Arbeitsamts Koblenz, 1947–1949 als Leiter der Abteilung Arbeitsrecht im Arbeitsministerium Rheinland-Pfalz. 1950–1966 war er in gleicher Funktion im Sozialministerium tätig, zuletzt als Leitender Ministerialrat.
Bereits in der Weimarer Republik war Scheerer Mitglied der SPD geworden. Nach dem Zweiten Weltkrieg wurde er erneut Mitglied der SPD. 1947 bis 1951 war er in der ersten Wahlperiode Mitglied des Rheinland-Pfälzischen Landtags. Im Landtag war er Mitglied im Agrarpolitischen Ausschuss, Hauptausschuss, Rechtsausschuss, Sozialpolitischen Ausschuss sowie dem Wirtschafts- und Verkehrsausschuss.